# Emre Çaltılı
Emre Çaltılı (ur. 17 sierpnia 1988 w Akşehirze) – turecki aktor teatralny, filmowy i telewizyjny, reżyser, scenarzysta oraz producent filmowy.

## Życiorys
Emre Çaltılı urodził się 17 sierpnia 1988 w Akşehirze. W 2013 ukończył studia na Wydziale Teatralnym Uniwersytetu Yeditepe. W 2009 zadebiutował w filmie pełnometrażowym Szczekanie czarnych psów, który wyreżyserowali Mehmet Bahadır Er i Maryna Er Gorbach. W 2014 wcielił się w rolę Yusufa w serialu telewizyjnym Aşktan Kaçılmaz w reżyserii Metina Balekoğlu. W następnym roku wystąpił w miniserialu pt. Kronos Dizi, który wyreżyserował Can Selman. W 2016 otrzymał nagrodę DenizBank En İyi İlk Senaryo İlk Film Yarışması za najlepszy pierwszy scenariusz. W tym samym roku został zaangażowany do roli Ümita Koroğlu w telenoweli Elif, w której występował do 2017. W 2017 zagrał rolę Gerda w sztuce teatralnej pt. Bir Başkadır A. w reżyserii Kemala Aydoğana. W 2018 wystąpił w miniserialu Yeni Dalga oraz w roli Nasera Orica w produkcji Alija. W 2019 wcielił się w postać Hayraniego w komedii Hayatta Olmaz, którą także wyreżyserował. W tym samym roku został zaangażowany do roli Cemila Başara w serialu telewizyjnym Zranione ptaki. W 2022 pełnił funkcję reżysera zdjęć podczas realizacji sztuki teatralnej pt. Dünden Kalan.

### Życie prywatne
W maju 2017 zawarł związek małżeński z Esrą Yıldırım, z którą ma córkę Senę (ur. 21 marca 2018).

## Filmografia
| Filmy fabularne     |                          |                                                       |                      |
| Rok                 | Tytuł                    | Reżyseria                                             | Rola                 |
| 2009                | Szczekanie czarnych psów | Mehmet Bahadır Er, Maryna Er Gorbach                  | 3. Degnekçi (doktor) |
| 2019                | Hayatta Olmaz            | Emre Çaltılı                                          | Hayrani              |
| Seriale telewizyjne |                          |                                                       |                      |
| Rok                 | Tytuł                    | Reżyseria                                             | Rola                 |
| 2014                | Aşktan Kaçılmaz          | Metin Balekoğlu                                       | Yusuf                |
| 2015                | Kronos Dizi              | Can Selman                                            |                      |
| 2016–2017           | Elif                     | Fulya Yavuzoğlu, Canan Yılmaz                         | Ümit Koroğlu         |
| 2018                | Yeni Dalga               | Can Selman                                            |                      |
| 2018                | Alija                    | Ahmed Imamović, Ömer Gökhan Erkut                     | Naser Oric           |
| 2019                | Zranione ptaki           | Yasemin Erkul, Ece Tahtalıoğlu, Filiz Kuka, Cem Tabak | Cemil Başar          |

## Teatr
| Role teatralne |                           |               |               |
| Rok            | Sztuka                    | Reżyseria     | Rola          |
|                | Hatıralarımın Ertesi Günü | Emre Çaltılı  |               |
| 2017           | Bir Başkadır A.           | Kemal Aydoğan | Gerd          |
| Realizacja     |                           |               |               |
| Rok            | Sztuka                    | Reżyseria     | Funkcja       |
| 2022           | Dünden Kalan.             | Yaşar Büker   | reżyser zdjęć |

## Nagrody i nominacje
| Rok  | Nagroda                                         | Kategoria                                  | Rezultat |
| ---- | ----------------------------------------------- | ------------------------------------------ | -------- |
| 2016 | DenizBank En İyi İlk Senaryo İlk Film Yarışması | Najlepszy pierwszy scenariusz (Büyük Aile) | Nagroda  |